# Sean Sogliano
Sean Luca Sogliano (Alessandria, 28 febbraio 1971) è un dirigente sportivo ed ex calciatore italiano, di ruolo difensore, direttore sportivo del Hellas Verona Football Club.

## Carriera

### Giocatore
Figlio di Riccardo, anch'egli calciatore di serie A e dirigente sportivo, viene chiamato Sean in onore dell'attore Sean Connery. Cresce nel Varese dove debutta a 18 anni in serie C2. Nella stagione 1991-92 viene promosso in serie A con la maglia dell'Ancona, dove nella stagione seguente ha occasione di debuttare in massima serie.
In seguito gioca in Serie A con Torino e Perugia, vestendo inoltre le maglie di Lucchese, Ravenna e Napoli. Il 31 gennaio 2004 ritorna all'Ancona, dove termina la sua carriera.
Nel corso della sua attività ha totalizzato 149 presenze in serie A e 118 in serie B.

### Dirigente
Si ritira dal calcio giocato nel 2004 per diventare il direttore generale/sportivo dell'appena rifondato Varese Calcio, che sotto la sua gestione risale dal campionato dilettantistico regionale di Eccellenza fino alla Serie B, sfiorando anche la promozione in Serie A nei play-off della stagione 2010-2011.
L'8 giugno 2011 diventa il nuovo direttore sportivo del Palermo. Anche lui quindi, come il padre, è stato alle dipendenze di Maurizio Zamparini. Il 1º novembre seguente rassegna le sue dimissioni a causa di incomprensioni col presidente.
Il 9 giugno 2012 diventa direttore sportivo dell'Hellas Verona e ottiene, alla prima stagione, la promozione in Serie A che mancava alla società scaligera da undici anni e, nelle due successive, la salvezza nella massima serie. Il 28 maggio 2015, a pochi giorni dalla scadenza del suo contratto, annuncia la fine del rapporto con la società scaligera.
Il 1º luglio seguente diventa direttore sportivo del neopromosso Carpi. Il 3 novembre dello stesso anno rescinde di comune accordo con la società il proprio contratto, visto il ritorno in panchina di Castori.
Nel dicembre 2015 viene nominato direttore sportivo del Genoa; il club ligure si salva agevolmente nella Serie A 2015-2016.
Il 1º luglio 2016 passa al Bari, in Serie B; lo segue il suo ex compagno di squadra ai tempi del Perugia, Fabio Gatti, come collaboratore tecnico. Conclude la sua esperienza a Bari nel luglio 2018, a seguito dell'esclusione della società dal campionato cadetto.
Il 3 giugno 2019 viene annunciato come nuovo direttore sportivo del Padova. Il 23 gennaio 2022, il club biancoscudato comunica di averlo rimosso dall'incarico.
Il 17 novembre dello stesso anno, fa il suo ritorno a Verona come direttore sportivo dell’Hellas Verona contribuendo alla rimonta salvezza con il mercato di gennaio (da sottolineare l’acquisto di Cyril Ngonge, autore di 5 gol nel girone di ritorno tra cui la doppietta decisiva nello spareggio contro lo Spezia). A fine stagione prolunga il contratto con il club fino al 2026.

## Carriera in sintesi
- 2004-2011:  Varese - Direttore generale
- giu. - dic. 2011:  Palermo - Direttore sportivo
- 2012-2015:  Verona - Direttore sportivo
- giu. - dic. 2015:  Carpi - Direttore sportivo
- dic. 2015-2016:  Genoa - Direttore sportivo
- 2016-2018:  Bari - Direttore sportivo
- 2019-2022:  Padova - Direttore sportivo
- 2022-:  Verona - Direttore sportivo

## Palmarès

### Giocatore

#### Competizioni nazionali
- Campionato italiano Serie C2: 1

Varese: 1989-1990 (girone B)